# 1923年香港潔淨局選舉
1923年香港潔淨局選舉原定在4月12日舉行，選出潔淨局的一名非官守議員。晏禮伯自動連任。